# Stenella longirostris

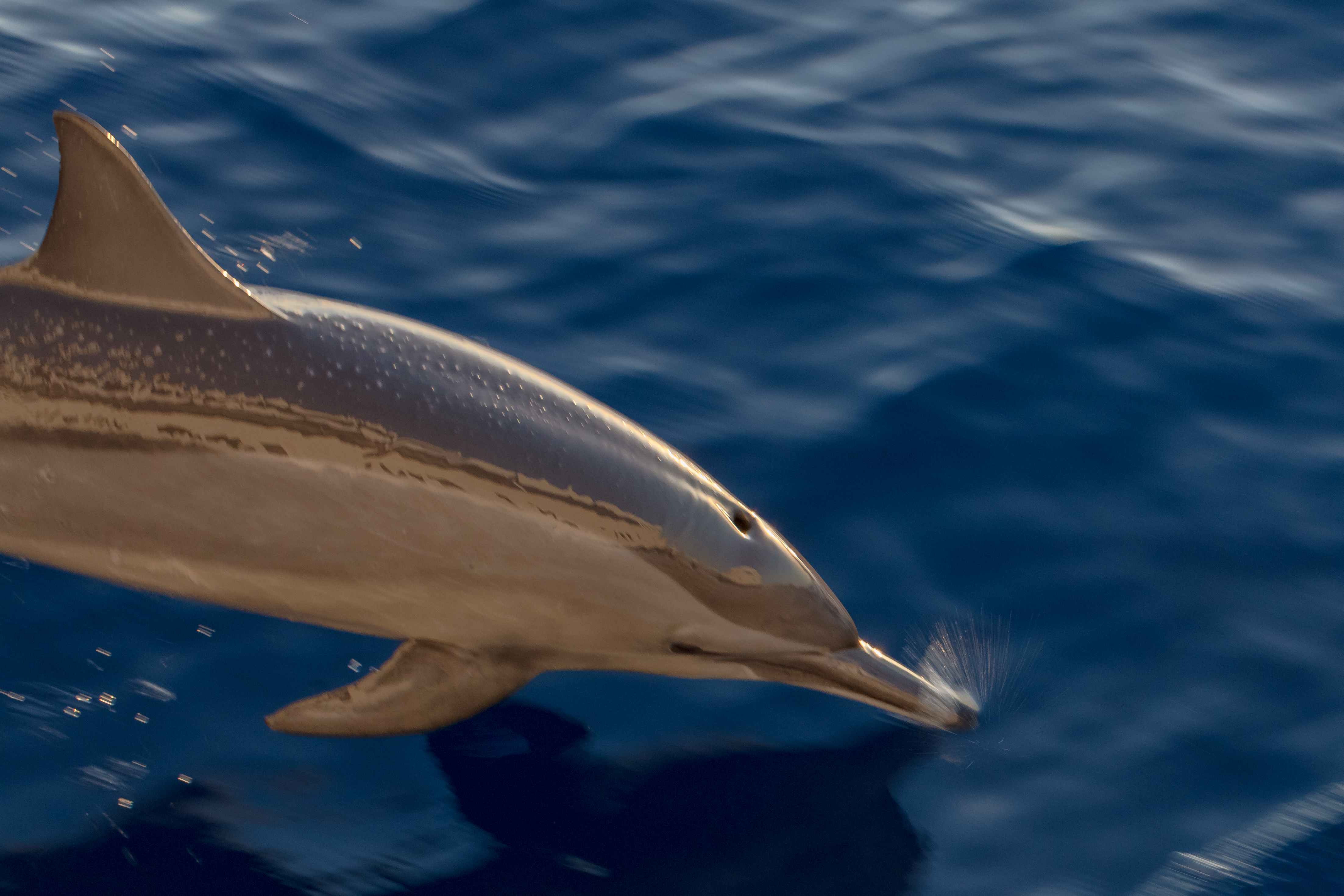
Delfín girador penetrando en el agua.

El delfín girador o acróbata de hocico largo (Stenella longirostris) es una especie de cetáceo odontoceto de la familia Delphinidae. Es un pequeño delfín que habita los mares tropicales de todo el mundo. Es famoso por sus saltos acrobáticos en los que gira sobre su eje longitudinal mientras atraviesa el aire.

## Taxonomía
Suele llamárselo «delfín girador de hocico largo», especialmente en textos antiguos, para distinguirlo de su pariente Stenella clymene (delfín celador), también llamado «delfín girador de hocico corto». El nombre binomial alude a esta característica distintiva mediante el adjetivo longirostris. La especie fue descrita por primera vez por John Edward Gray en 1828. Existen cuatro subespecies clasificadas:
- Delfín girador oriental (Stenella longirostris orientalis), que habita en los trópicos del Océano Pacífico oriental.
- Centroamericano o delfín girador de Costa Rica (Stenella longirostris centroamericana), también habitante de los trópicos del Pacífico oriental.
- Delfín de Gray o delfín girador de Hawaii (Stenella longirostris longirostris), habitante del Pacífico central alrededor de Hawái, pero con subtipos que habitan en todos los mares.
- Delfín girador enano (Stenella longirostris roseiventris), hallado por primera vez en el Golfo de Tailandia.